# أنطيوخوس (ابن الملك سلوقس الرابع)
أنطيوخس ((باليونانية: Ἀντίοχος); ق. 180-170 قبل الميلاد) كان ملك الهلنستية من الإمبراطورية السلوقية حكم بين 175 و 170 قبل الميلاد.

## السيرة الذاتية
لم يحدد المؤرخين القدماء سنة ولادة انتطيوخوس، ولكن صورته المعروفة من خلال عملاته المعدنية التي تشير انه كان تقريبا بعمر الخمس سنوات عندما تولى العرش في عام 175 قبل الميلاد. كان الابن الاصغر للملك سلوقس الرابع وزوجته لاوديس الرابعة، كانت الامبراطورية ملزمة لارسال رهينة إلى روما بموجب (معهادة اباميا) التي وقع عليها الملك أنطيوخوس الثالث بعد خسارته الحرب ضد الرومان، في البداية تم إرسال عم انطيوخوس، أنطيوخوس الرابع كرهينة. بعد وفاة انطيوخوس الثالث عام 187 قبل الميلاد، استلم اخية سلوقس الرابع العرش مع ابنة الأكبر ووريثة ديميتريوس الأول (المخلص). حتى اعتبرت روما ان من الاهمية أخذ ابن الملك الحالى (ديميتريوس الأول) كرهينة. تم التبادل قبل عام 175 قبل الميلاد.
أدت وفاة سلوقس الرابع عام 175 قبل الميلاد وبوجود ديميتريوس الأول في روما وقتها تم اعلان انطيوخوس الصغير كملك، ولاكن الوزير هيليدوروس الذي من المحتمل انة قتل سلوقس الرابع ظل ممسكا بالسلطة الحقيقة، في تعاقب غير قانونى، قريبا ما وصل أنطيوخوس الرابع إلى سوريا معلنا نفسة حاكم مشترك، تخلص انطيوخوس الرابع من الوزير هيليدوروس وابقى على ابن اخية في الظل. مات انطيوخوس الصغير عام 170/169 قبل الميلاد (145 تقويم سلوقي)
ربما بأمر من عمة انطيوخوس الرابع

### الاستشهادات
1. ↑  "معلومات عن أنطيوخوس (ابن الملك سلوقس الرابع) على موقع genealogics.org". genealogics.org. مؤرشف من الأصل في 2021-04-20.